# Plaza de toros de Motril
La plaza de toros de Motril es un edificio multifuncional de la ciudad de Motril (Granada) obra del arquitecto Fernando Ruiz Bernal y que se inauguró el 28 de febrero de 2006, destinándose como recinto para la celebración espectáculos taurinos, eventos musicales y también acontecimientos de tipo deportivo; según el Catálogo del Decreto 72/2002, de 26 de febrero del Ayuntamiento de Motril.
El primer acto que se celebró en la plaza fue una corrida de toros en la que participaron los toreros Enrique Ponce, Francisco Rivera Ordóñez y Sebastián Castella, lidiando en esta ocasión toros de la ganadería de Zalduendo; y que estuvo retransmitido en directo por la televisión autonómica Canal Sur.
El pleno municipal de Motril de 30 de abril de 2014 aprobó dedicar honoríficamente el coso taurino de la localidad al torero local José Rodríguez Castellano, pasando entonces a denominarse como plaza de toros «Pepe el Berenjeno».

## Historia
La ciudad de Motril, antes de la actual plaza de toros, ya contó con una construcción creada específicamente para albergar eventos taurinos y que fue levantada en 1914. En su inauguración participaron Antonio Samos «El Moni», Manuel Moreno «Lagartijillo IV» y Antonio Zúñiga «Espartero», y de la que se conservan imágenes de la época.
El siguiente inmueble encargado de este fin fue promovido por el Ayuntamiento de Motril en 2006, destinando 3,6 millones de euros a tal efecto. El arquitecto Fernando Ruiz Bernal trazó una plaza de 4215 metros cuadrados, destinada a acoger inicialmente 6000 espectadores, con la posibilidad de alcanzar hasta 9000 en sucesivas fases constructivas, y dotándola de diferentes estancias: tendidos, chiqueros, corrales, enfermería y espacios polivalentes para acoger otro tipo de actividades recreativas como comerciales.
La primera empresa concesionaria de la plaza de toros de Motril fue el empresario Jesús Cañas, quien acarteló para este evento a los toreros Enrique Ponce, Francisco Rivera Ordóñez y Sebastián Castella, quienes se enfrentaron a un encierro de la ganadería de Zalduendo. En aquella ocasión, el torero valenciano cortó cuatro orejas y un rabo, Rivera se alzó con un total de tres orejas y el torero francés con cuatro orejas y un rabo simbólico, después de indultar al sexo de la tarde, de nombre Estero. Meses más tarde, en otro de los festejos celebrados, fue indultado un toro, Rastrero, del hierro de El Torero, de manos del diestro colombiano César Rincón.
Con motivo de la crisis económica de 2007, la plaza fue otorgada para su explotación a otros empresarios. El impulso definitivo se produjo de manos de la creación de la Escuela Taurina de Motril en 2015.